# Baile a' Mhanaich
Baile a' Mhanaich är en by i Yttre Hebriderna i Skottland. Byn är belägen 309,3 km 
från Edinburgh. Orten har 530 invånare (2016).